# パッセンジャーズ
『パッセンジャーズ』（英: Passengers）は、2008年に公開されたアメリカ合衆国とカナダの合作によるサスペンススリラー映画。

## ストーリー
ある晩、かかってきた電話に目を覚ました女性セラピストのクレア・サマーズは、飛行機墜落事故の数少ない生存者全員のカウンセリングを受け持つことになる。ほどなくしてグループカウンセリングが始まるが、生存者のうちエリック・クラークだけは自宅で1対1のカウンセリングを望んでいた。
1回目のグループカウンセリングで墜落時の記憶を尋ねたところ、患者の中でディーンだけが「墜落前に光を見た」と話す。さらに、窓の外には不審な男が立っていた。気になったクレアは航空会社の担当者アーキンに問い合わせるが、「事故原因はパイロットの人的ミスだ」とはぐらかされてしまう。
2回目のカウンセリングにディーンは現れなかった。カウンセリングを終えたクレアは車に乗ろうとするが、患者の1人ノーマンが勝手に乗り込んでくる。渋々彼の同乗を許し車を走らせると、ノーマンは上空で爆発があったことを思い出したと話し、窓の外にいた不審な男は航空会社の人間で、過失の発覚を恐れた航空会社に命を狙われていると訴えてきた。
3回目のカウンセリングにはノーマンも現れず、代わりに現れたアーキンが事故原因は人的ミスだと念押しをしてきたことで、クレアは航空会社への疑念を深めていく。
一方で、エリックとのカウンセリングでは彼の躁病のように思える言動に振り回されるクレアだが、自分の心に寄り添ってくれる彼に戸惑いながらも次第に惹かれ、一夜を共にするまでに至る。
翌朝、クレアは喧嘩別れした姉エマと和解するために彼女の家を訪れるが不在だった。帰ろうとした矢先、待ち構えていたアーキンから患者であるエリックと関係を持ったことを指摘され、自分も尾行されていることを知る。
真相を解明するためノーマンの家を訪れたクレアは帰り際、窓の外にいた不審な男と出会う。話を聞くと、彼は墜落した飛行機に乗っていたはずが気が付くと街を徘徊しており、記憶の欠落で自分の名前も思い出せずに困り果てていた。
クレアは男と共にアーキンに会うが相手にされず、また彼は何かを隠しているようだった。アーキンを問い詰めるクレアだが、振り返ると男がいなくなっている。クレアは困惑し、その場から駆け出す。
カウンセリングを行う施設で1人佇む患者のシャノンは、窓の外に男女の姿を見たことで駆け出すが、クレアが駆けつけたことで崩れ落ちる。そこにエリックも現れ、墜落前にエンジンの爆発を見たことをクレアに告げる。
クレアの自宅で休む3人だが、突然エリックが「自分はあの事故で死んだ」と言い出し、部屋を飛び出してしまう。クレアは追いかけるが近付くことを拒絶され、仕方なく自宅に戻ると今度はシャノンの姿が見えない。隣人に尋ねると男女と一緒に出て行ったという。
クレアは上司のペリーを訪ね、消えていく患者やリストにない生存者の存在について相談するが、ペリーは「航空会社のもみ消しだと思い込んでいるだけ」と否定する。
ペリーが航空会社の味方だと判断したクレアは、逃げるようにエマの家を訪れる。するとそこにアーキンが現れ、「事故は自分のせいだ」とつぶやくと鞄を置いて立ち去っていく。クレアは鞄を漁って事故の資料を次々と確認していくが、ある資料を目にしたところで手が止まり、墜落した飛行機には自分も乗っていたことを思い出す。
夜が明け、クレアは波止場でエリックと会い、真実を語り合う。墜落事故に生存者はおらず、クレアと患者達の前に現れた人々は彼らが死んでいることを気付かせにきた故人であり、患者達は自分が死んだことを受け入れたから消えたのだ、と。
遺品整理のためクレアの自宅を訪れたエマは、テーブルの上で埋もれていた手紙を見つける。そこには、「姉さんのいない人生は、寂しすぎるわ」と、クレアの偽らざる気持ちが書かれていた。

## 登場人物
クレア・サマーズ
演 - アン・ハサウェイ
セラピスト。生存者たちのカウンセラーを務める。
エリック・クラーク
演 - パトリック・ウィルソン
生存者の一人。なぜかクレアのことをよく知っている。
アーキン
演 - デヴィッド・モース
航空会社の代表。実は飛行機のパイロット。
ペリー
演 - アンドレ・ブラウアー
クレアの上司。実はクレアの恩師だった人物。
シャノン
演 - クレア・デュヴァル
生存者の一人。
トニ
演 - ダイアン・ウィースト
クレアと同じマンションに住む女性。実はクレアのおば。

## キャスト
| 役名               | 俳優名                   | 日本語吹替 |
| ------------------ | ------------------------ | ---------- |
| クレア・サマーズ   | アン・ハサウェイ         | 魏涼子     |
| エリック・クラーク | パトリック・ウィルソン   | 桐本琢也   |
| アーキン           | デヴィッド・モース       | 立川三貴   |
| ペリー             | アンドレ・ブラウアー     | 世古陽丸   |
| シャノン           | クレア・デュヴァル       | 浅野まゆみ |
| トニ               | ダイアン・ウィースト     | 竹口安芸子 |
| ノーマン           | ドン・トンプソン         | 北川勝博   |
| ディーン           | ライアン・ロビンズ       | 飯島肇     |
| エマ               | ステイシー・グラント     | 雨谷和砂   |
| ジャニス           | チェラー・ホースダル     | 片貝薫     |
| 記憶喪失の男       | アンドリュー・ホイーラー | 田中完     |
| 管理人             | サミー・ファッテダッド   | 里卓哉     |

- 日本語版制作スタッフ 演出：羽田野千賀子、翻訳：中島多恵子、録音・調整：山下裕康、制作：ワーナー・ホーム・ビデオ／マイ・ディア・ライフ